# Anampses viridis
Anampses viridis е вид лъчеперка от семейство Labridae.

## Разпространение
Видът е разпространен в Мавриций.